# Gabriel Soto

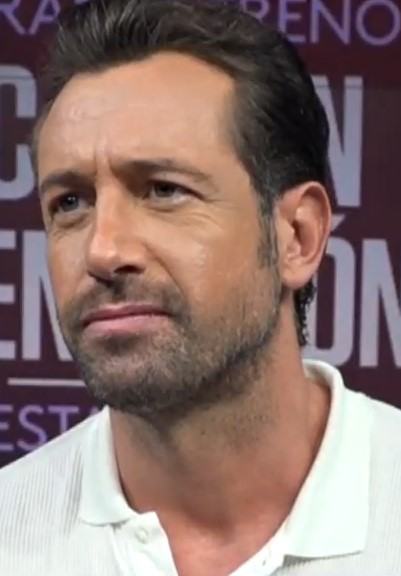
Gabriel Soto (2017)

Gabriel Soto (* 17. April 1975 in Mexiko-Stadt) ist ein mexikanischer Schauspieler.

## Leben
Gabriel Soto begann mit 18 Jahren zu modeln, nachdem er 1996 in Istanbul (Türkei) an der Wahl zum Mister World teilgenommen und den zweiten Platz belegt hatte. 1997 trat Gabriel der Band Kairo bei und ersetzte dort Eduardo Verástegui. Er wirkte an den Alben Libres und Pasiones mit.
Er wirkte in mehreren Seifenopern mit und überzeugte Publikum und Kritiker mit seiner Leistung. Mi querida Isabel war die erste Seifenoper, in der er eine Rolle hatte, gefolgt von Alma Rebelde, Mi destino eres tú und Carita de ángel. In seiner wichtigsten Rolle spielte er Ulises „Hässlicher“ in der Seifenoper Amigas y Rivales von Emilio Larrosa.
2002 trat Soto in der Seifenoper Las vías del amor mit Aracely Arambula und Jorge Salinas auf, die von Emilio Larrosa produziert wurde.
2004 wurde er für die Seifenoper Muja de Madera von Emilio Larrosa engagiert, in der er neben Edith González, die später durch Ana Patricia Rojo ersetzt wurde, eine der Hauptrollen spielte. In der Telenovela arbeitete er auch mit Jaime Camil und Maria Sorte zusammen.
Nach seiner Rückkehr aus Los Angeles, wo er Schauspielunterricht, Box- und Surfunterricht genommen hatte, nahm Soto 2005 an der mexikanischen Version von Dancing with the Stars teil.
Im Jahr 2006 spielte er in der von Emilio Larrosa produzierten Telenovela La Verdad Oculta neben Galilea Montijo, Alejandra Barros und Eduardo Yánez, der nach langjähriger Telenovela-Pause wieder zur Besetzung zurückkehrte. ein Jahr später spielte Soto die Hauptrolle in der Seifenoper Bajo las riendas del amor, einer Adaption von eitere llega el amor. Im Jahr 2009 wirkte er in Sortilegio, produziert von Carla Estrada, mit und spielte dort Fernando Alanis. Anschließend tourte er mit dem Bühnenstück Sortilegio, el show durch die USA. 2011 spielte er in La Fuerza del Destino.

## Filmographie
- 1996: Mi querida Isabel
- 1998–2007: Mujer, casos de la vida real
- 1999: Alma rebelde
- 2000: Mi destino eres tú
- 2000/01: Carita de ángel
- 2001: La hora pico
- 2001: Amigas y rivales
- 2002/03: Las vías del amor
- 2004/05: Mujer de madera
- 2006: La verdad oculta
- 2007: Bajo las riendas del amor
- 2008: Querida enemiga
- 2009: Sortilegio
- 2011: La fuerza del destino
- 2012: Un refugio para el amor
- 2013: | Libre para amarte
- 2014/15: Yo no creo en los hombres
- 2015/16: Antes muerta que Lichita
- 2016/17: Vino el amor
- 2017: Nosotros los guapos
- 2017/18: Caer en tentación
- 2018/19: Mi marido tiene más familia
- 2019: Vecinos
- 2019: Cita a ciegas
- 2019/20: Soltero con hijas
- 2021: Te acuerdas de mí
- 2022: Amor dividido
- 2022/23: Mi camino es amarte
- 2023: Vencer la culpa
- 2025: Monteverde